# Трушки (Киевская область)
15 октября 1933 года в селе Трушки родился писатель, журналист, педагог Гапоненко Константин Ерофеевич. Был членом Союза журналистов СССР. Умер 24 января 2019 года на Сахалине.
Трушки́ (укр. Трушки) — село, входит в Белоцерковский район Киевской области Украины. Расположено на реке Раставице.
Население по переписи 2001 года составляло 2531 человек. Почтовый индекс — 09152. Телефонный код — 4563. Занимает площадь 24 км². Код КОАТУУ — 3220487401.

## Административно-территориальное деление
Трушки (укр. Трушки) — село, центр сельского совета Белоцерковского района Киевской области.

## История
В ХІХ столетии село Трушки было волостным центром Трушковской волости Васильковского уезда Киевской губернии. В селе была Васильевская церковь, которая упоминается с 1726 года. Священнослужители Васильевской церкви:
- 1775 — священник Василий Сладкович
- 1848—1862 — священник Павел Чеважевский (Чиважевский)
- 1848 — дьячек Кирилл Орловский
- 1870 — священник Григорий Радзиевский

## Похилевич Л. И. Сказания о населенных местностях Киевской губернии
Трушки, село при реке Раставице, недалеко от впадения её в Рось; получило название по дворянской польской фамилии герба Боньчи, которая пишется: «Изъ Трушекь Трушковские. В давнее время место, на котором раскинуто село, было покрыто лесом и камышом. Но в начале прошлого века, как видно из актов, окрестности села считались уже степными. В 1740 году, в Трушках было 60 хат и до 400 жителей обоего пола. Ныне 2111 православных, 15 римск. католиков и 16 евреев.
Церковь во имя Святителя Василия великого, деревянная, построена в 1742 году на место древнейшей, описанной в визите 1740 года (Белоц. декан), которая существовала с 1726 года. В этой же визиге значится, что в начале прошлого века священником в Трушках был Роман Миколаевич, посвященный в Переяславле и бывший в единении с православно-кафолической церковью до 1737 года, в котором, по настоянию старосты Белоцерковского, впал в унию. Нынешняя церковь починена в 1858 году, расширена и покрашена. По платам состоит в 4 классе; земли имеет 42 десятины с хутором в лесу.
Дополнение: Трушки. По выкупн догов. 1863 г. общее, приобр. 2115 дес. за 84934 р.

## Известные уроженцы
- Козаченко, Григорий Яковлевич (1901—1970), актёр театра и кино. Народный артист УССР (1953).

## Местный совет
09152, Киевская обл., Белоцерковский р-н, с. Трушки, пл. Центральная, 4